# Die Hannas
Die Hannas ist ein deutscher Spielfilm von Julia C. Kaiser aus dem Jahr 2016. In der Tragikomödie treffen die Hauptfiguren Anna und Hans (Die Hannas), deren Beziehung seit Jahren festgefahren ist, auf die zwei an ADHS erkrankten Schwestern Nicola und Kim. Die sich daraus entwickelnden Freundschaften, Beziehungen, Geheimnisse und Affären sorgen für reichlich Turbulenzen im Leben der vier Protagonisten. Der Film hatte am 29. Juni 2016 auf dem Filmfest München Premiere und kam am 10. August 2017 in die deutschen Kinos. Die TV-Erstausstrahlung des Films erfolgte am 21. Juni 2018 auf ARTE.

## Handlung
Im gemeinsamen Leben von Anna und Hans, die beide von ihren Freunden schlicht nur Die Hannas genannt werden, hat sich schon seit Jahren Routine eingeschlichen. Beide stört das aber anscheinend nicht oder eben nicht mehr. Selbst von ihren Freunden werden die beiden teilweise für ihre Normalität bewundert, die zwar langweilig aber praktikabel zu sein scheint. Als die zwei durch einen Zufall die an ADHS erkrankten Schwestern Nicola und Kim kennenlernen, gerät diese Normalität aber schnell an ihre Grenzen. Durch ihre berufliche Tätigkeit als Masseurin lernt Anna zufällig Nicola kennen und lässt sich tatsächlich zum ersten Mal mit einer Frau ein. Hans hingegen verliebt sich während einer Art Selbstfindungstrip aus Hardcore-Fitness und Selbstbewusstseintraining in seine taffe Trainerin Kim. Völlig unwissend und unabhängig voneinander entwickeln sich die geheimen Affären der Hannas zwar immer weiter, jedoch sind die beiden unfähig mit dem anderen darüber zu sprechen. Als dann irgendwann alle Karten auf dem Tisch liegen, droht beiden die große Zerreißprobe.

## Hintergrund
Nach Das Floß aus dem Jahr 2015 ist Die Hannas die zweite große Kinofilmproduktion von Julia C. Kaiser. Der Titel des Filmes beruht auf einer Symbiose der Vornamen des Protagonistenpaares (Hans & Anna).
Die Hannas (internationaler englischer Filmtitel: The Hannas) entstand im Zeitraum vom 5. Oktober 2015 bis zum 11. November 2015 an Drehorten in Berlin und auf der Insel Usedom. Entstanden ist der Film der Tellfilm GmbH als Co-Produktion mit dem SWR, dem SR sowie dem BR in Zusammenarbeit mit Arte.
Das eingesetzte Bildformat ist 2,35:1.

## DVD-Veröffentlichungen
- 2018: Die Hannas (W-film / Lighthouse Home Entertainment, EAN/UPC: 4250128400107, Erscheinungstermin: 16. Februar 2018)